# Microtus townsendii
Microtus townsendii é uma espécie de roedor da família Cricetidae.
Pode ser encontrada nos seguintes países: Canadá e Estados Unidos da América.
Os seus habitats naturais são: campos de gramíneas de clima temperado.